# Lgota (Tomice)
Lgota ist eine Ortschaft mit einem Schulzenamt der Gemeinde Tomice im Powiat Wadowicki der Woiwodschaft Kleinpolen in Polen.

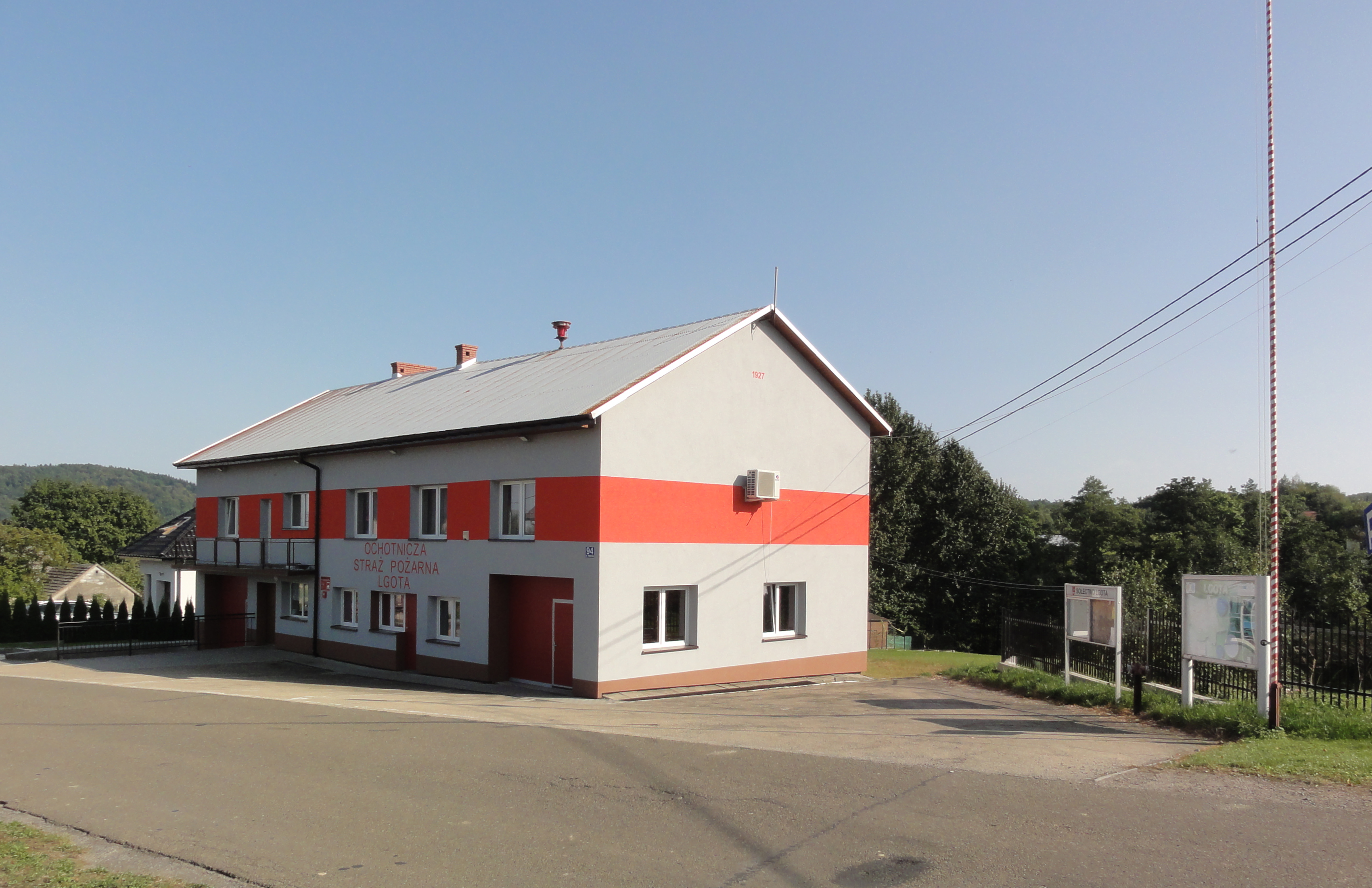
Dorfzentrum

## Geographie
Nachbarorte sind die Dörfer Wyźrał im Norden, Bachorowice im Osten, Wysoka im Südosten, Babica im Süden, sowie Witanowice im Westen.

## Geschichte
Der Grund von Lgota gehörte ursprünglich zum Dorf Witanowice. Im Jahre 1361 wurde nova Wythanouicz erwähnt, wahrscheinlich das gleiche Dorf wie Lgota, das im Jahre 1380 erstmals erwähnt wurde. Der Name lgota bedeutet Gnadenfrist.
Politisch gehörte das Dorf ursprünglich zum Herzogtum Auschwitz, dies bestand ab 1315 in der Zeit des polnischen Partikularismus. Seit 1327 bestand die Lehnsherrschaft des Königreichs Böhmen. Seit 1445 gehörte es zum Herzogtum Zator, dieses wurde im Jahr 1494 an den polnischen König verkauft. 1564 wurde es als Teil des neuen Kreises Schlesien der Woiwodschaft Krakau an das Königreich Polen, ab 1569 die polnisch-litauische Adelsrepublik, völlig inkorporiert.
Bei der Ersten Teilung Polens kam Lgota 1772 zum neuen Königreich Galizien und Lodomerien des habsburgischen Kaiserreichs (ab 1804). Ab 1782 gehörte es dem Myslenicer Kreis (1819 mit dem Sitz in Wadowice). Nach der Aufhebung der Patrimonialherrschaften bildete es nach 1850 eine Gemeinde im Bezirk Wadowice.

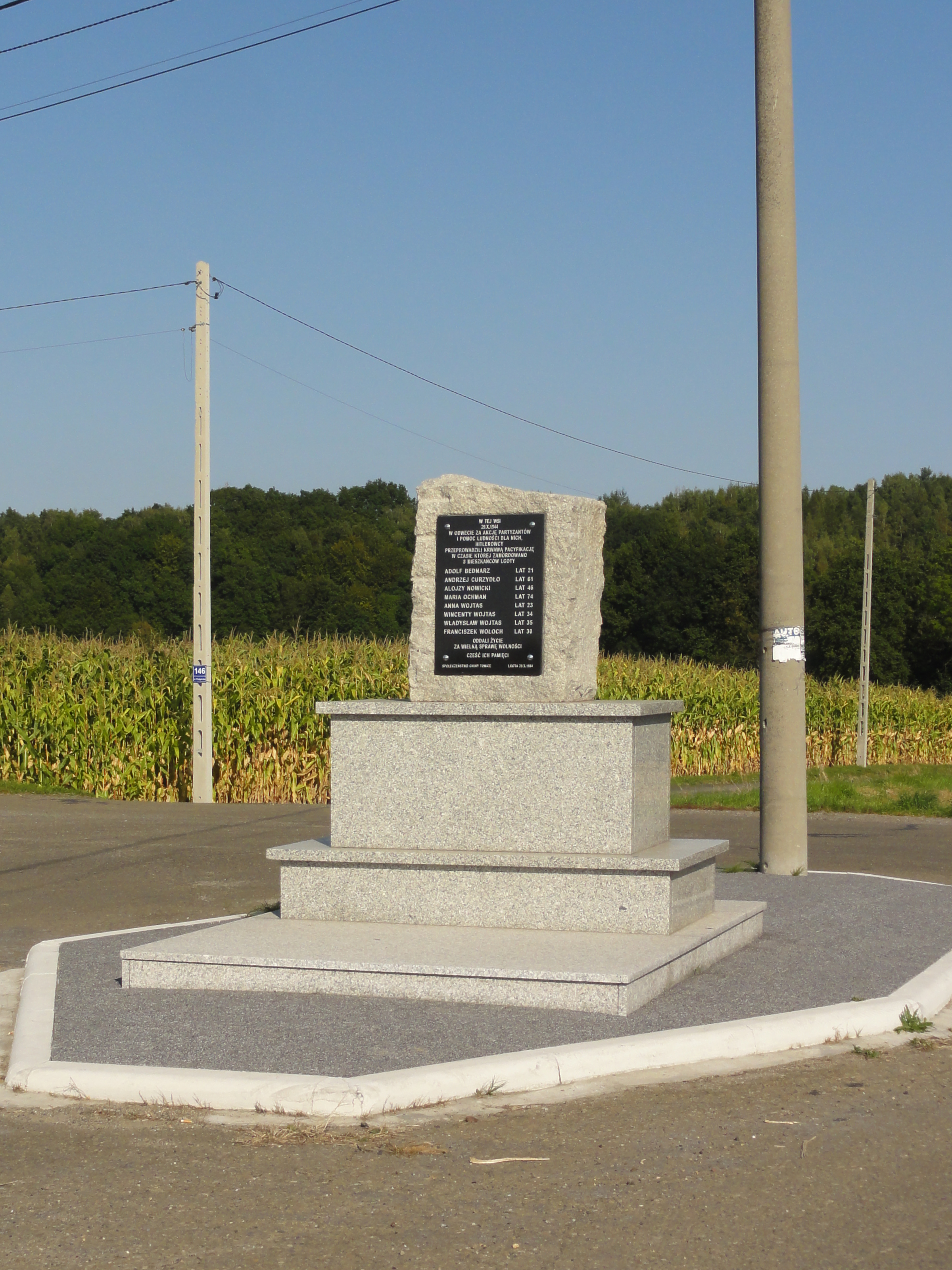
Denkmal der Opfer der Gestapo

1918, nach dem Ende des Ersten Weltkriegs und dem Zusammenbruch der k.u.k. Monarchie, kam Lgota zu Polen. Unterbrochen wurde dies nur durch die Besetzung Polens durch die Wehrmacht im Zweiten Weltkrieg. Es gehörte dann zum Distrikt Krakau im Generalgouvernement. Am 29. Oktober 1944 wurden acht Ortsbewohner von Gestapo getötet.
Von 1975 bis 1998 gehörte Lgota zur Woiwodschaft Bielsko-Biała.
Im Jahre 1946 wurde der Weiler Wyźrał als neues Dorf abgetrennt.